# Dilson Herrera
Dilson José Herrera (Cartagena de Indias, 3 de marzo de 1994) es un beisbolista profesional colombiano que juega como segunda base.

## Carrera en la MLB

### Piratas de Pittsburgh (Ligas Menores)
Herrera firmó con los Piratas de Pittsburgh como agente libre internacional en 2010. Recibió $220,000 de bonificación por el fichaje. Pasó los siguientes tres años en el sistema de granjas de los Piratas, equipo al que representó en 2013 en el Juego de Futuras Estrellas.
El 27 de agosto de 2013, los Piratas canjearon a Herrera por Marlon Byrd y John Buck de los Mets de Nueva York.

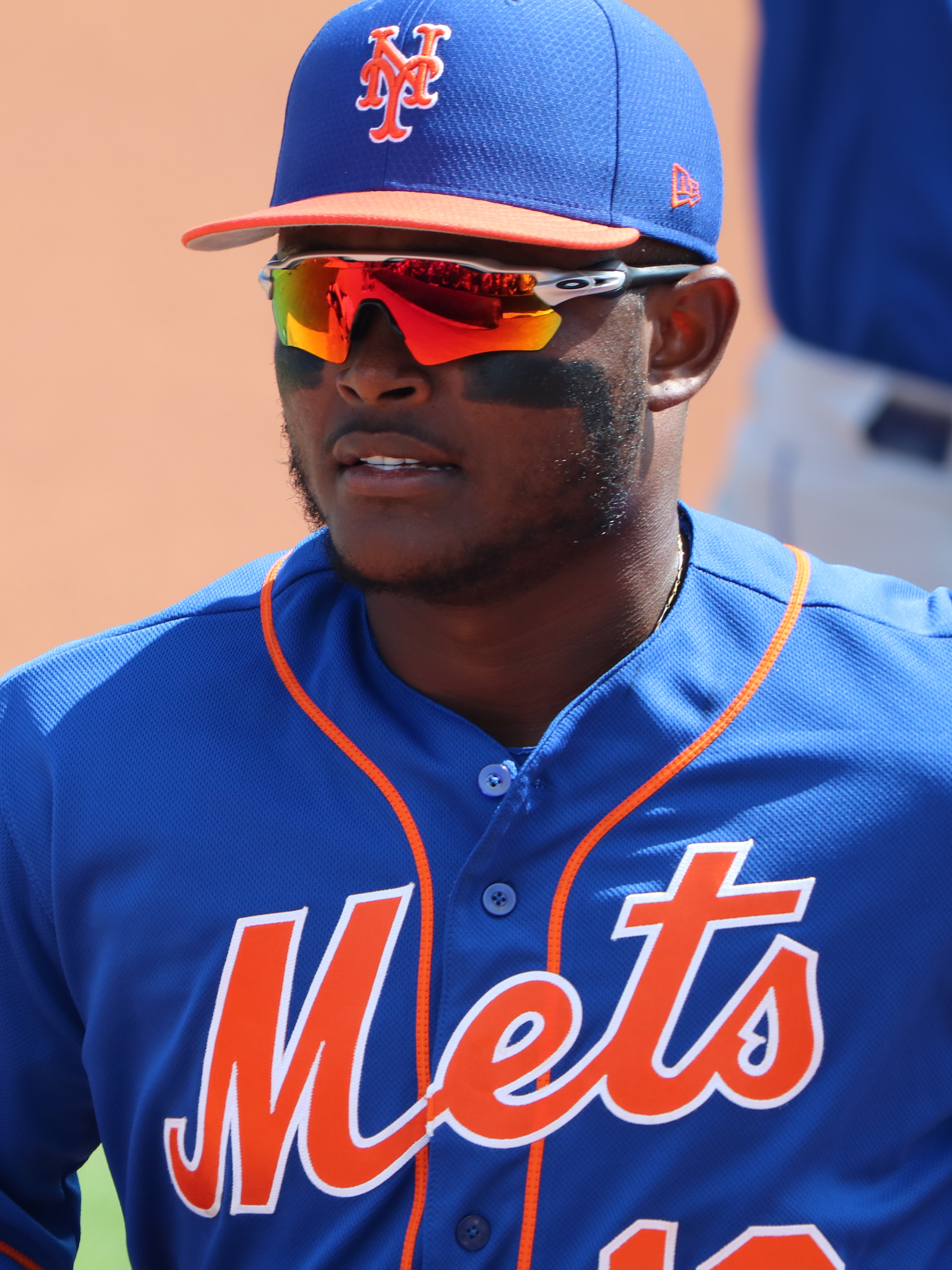
Herrera con los Mets de Nueva York.

### Mets de Nueva York
Después de su traspaso a Nueva York, Dilson logra debutar en las Grandes Ligas con el equipo metropolitano, el 29 de agosto de 2014 es el día de su debut, esa temporada actúa en 18 juegos.
En el 2015 juega 31 partidos con promedio al bate de .211.
El primero de agosto de 2016 los Mets lo envían junto a Max Wotell a los Rojos de Cincinnati por Jay Bruce.

### Rojos de Cincinnati
Con los Rojos en el 2018 logra estar en 53 juegos con el equipo principal, bateando solo para .184 con cinco cuadrangulares y once impulsadas, el 29 de noviembre de ese mismo año firma nuevamente con los Mets.

### Mets de Nueva York (Ligas Menores)
En Triple A actúa en 117 juegos con promedio de .248 que incluyen 101 hits, 24 cuadrangulares y 64 impulsadas, el primero de septiembre de 2019 se declara agente libre.

### Orioles de Baltimore
Para la temporada 2020 firma con los Orioles de Baltimore , por la pandemia del Covid-19 la temporada 2020 fue recortada a 60 juegos, los equipos tuvieron que ampliar su roster a 60 jugadores en el cual incluyeron a Herrera, donde apenas jugó en tres partidos.
Dilson quedó como agente libre el 28 de septiembre de 2020.

### Azulejos de Toronto (Ligas Menores)
El 24 de abril de 2021 la organización canadiense anuncia que firma a Dilson a un contrato de liga menor.
Toronto libera a Dilson el 15 de agosto.

## Números usados en las Grandes Ligas
- 2 New York Mets (2014-2015)
- 16 New York Mets (2015)
- 15 Cincinnati Reds (2018)
- 2 Baltimore Orioles (2020)

## Estadísticas de bateo en Grandes Ligas
En cuatro años ha jugado en cuatro equipos.
| Año   | Equipo            | Liga | Juegos | VB  | C  | Hits | HR | CI | BA   | BR |
| ----- | ----------------- | ---- | ------ | --- | -- | ---- | -- | -- | ---- | -- |
| 2014  | New York Mets     | NL   | 18     | 59  | 6  | 13   | 3  | 11 | .220 | 0  |
| 2015  | New York Mets     | NL   | 31     | 90  | 7  | 19   | 3  | 6  | .211 | 2  |
| 2018  | Cincinnati Reds   | NL   | 53     | 87  | 11 | 16   | 5  | 11 | .184 | 0  |
| 2020  | Baltimore Orioles | AL   | 3      | 5   | 0  | 0    | 0  | 0  | .000 | 0  |
| TOTAL |                   |      | 102    | 236 | 24 | 48   | 11 | 28 | .203 | 2  |

## Ligas Invernales y de Verano
Equipos en los que actuó por las diferentes Ligas Independientes e Invernales.
Dilson firma con el equipo de la Liga Independiente, Staten Island FerryHawks.
- Título Serie del Caribe 2022 con Caimanes de Barranquilla.

Piratas de Campeche de la Liga Mexicana de Beisbol firma a Dilson.
| Equipo                   | Liga                                                   | País                               | Temporada |
| ------------------------ | ------------------------------------------------------ | ---------------------------------- | --------- |
| Toros de Sincelejo       | Liga Profesional de Béisbol Colombiano                 | Bandera de Colombia                | 2011-12   |
| Toros de Sincelejo       | Liga Profesional de Béisbol Colombiano                 | Bandera de Colombia                | 2012-13   |
| Toros de Sincelejo       | Liga Profesional de Béisbol Colombiano                 | Bandera de Colombia                | 2013-14   |
| Tigres del Licey         | Liga de Béisbol Profesional de la República Dominicana | Bandera de la República Dominicana | 2014-15   |
| Toros de Sincelejo       | Liga Profesional de Béisbol Colombiano                 | Bandera de Colombia                | 2015-16   |
| Toros de Sincelejo       | Liga Profesional de Béisbol Colombiano                 | Bandera de Colombia                | 2016-17   |
| Tigres del Licey         | Liga de Béisbol Profesional de la República Dominicana | Bandera de la República Dominicana | 2018-19   |
| Caimanes de Barranquilla | Liga Profesional de Béisbol Colombiano                 | Bandera de Colombia                | 2019-20   |
| Caimanes de Barranquilla | Liga Profesional de Béisbol Colombiano                 | Bandera de Colombia                | 2020-21   |
| Bravos de Margarita      | Liga Venezolana de Béisbol Profesional                 | Bandera de Venezuela               | 2021-22   |
| Caimanes de Barranquilla | Liga Profesional de Béisbol Colombiano                 | Bandera de Colombia                | 2021-22   |
| Staten Island FerryHawks | Atlantic League                                        | Bandera de Estados Unidos          | 2022      |
| Caimanes de Barranquilla | Liga Profesional de Béisbol Colombiano                 | Bandera de Colombia                | 2022-23   |
| Piratas de Campeche      | Liga Mexicana de Béisbol                               | Bandera de México                  | 2023      |
| Caciques de Distrito     | Liga Mayor de Béisbol Profesional                      | Bandera de Venezuela               | 2023      |
| Caimanes de Barranquilla | Liga Profesional de Béisbol Colombiano                 | Bandera de Colombia                | 2023-24   |
| Guerreros de Lara        | Liga Mayor de Beisbol Profesional                      | Bandera de Venezuela               | 2024      |
| El Águila de Veracruz    | Liga Mexicana de Béisbol                               | Bandera de México                  | 2024      |
| Caimanes de Barranquilla | Liga Profesional de Beisbol Colombiano                 | Bandera de Colombia                | 2024-25   |

## Liga Colombiana de Béisbol Profesional
- Campeón: 2011-12 con Toros de Sincelejo
- Campeón: 2020-21 con Caimanes de Barranquilla
- Campeón: 2021-22 con Caimanes de Barranquilla
- Campeón: Serie del Caribe 2022 con Caimanes de Barranquilla
- Campeón: 2023-24 con Caimanes de Barranquilla
- Campeón: 2024-25 con Caimanes de Barranquilla

### Estadísticas de bateo en Colombia
| Año     | Equipo                   | VB  | C   | Hits | HR | CI  | BA   |
| ------- | ------------------------ | --- | --- | ---- | -- | --- | ---- |
| 2011-12 | Toros de Sincelejo       | 82  | 13  | 22   | 1  | 12  | .268 |
| 2012-13 | Toros de Sincelejo       | 121 | 19  | 25   | 5  | 14  | .206 |
| 2013-14 | Toros de Sincelejo       | 127 | 20  | 36   | 2  | 22  | .283 |
| 2015-16 | Toros de Sincelejo       | 44  | 8   | 11   | 1  | 3   | .250 |
| 2016-17 | Toros de Sincelejo       | 22  | 1   | 4    | 0  | 1   | .181 |
| 2020-21 | Caimanes de Barranquilla | 57  | 7   | 15   | 1  | 5   | .263 |
| 2021-22 | Caimanes de Barranquilla | 26  | 5   | 9    | 1  | 11  | .346 |
| 2022-23 | Caimanes de Barranquilla | 135 | 26  | 45   | 3  | 22  | .333 |
| 2023-24 | Caimanes de Barranquilla | 135 | 20  | 41   | 2  | 16  | .304 |
| 2024-25 | Caimanes de Barranquilla | 115 | 17  | 39   | 1  | 23  | .339 |
| TOTAL   |                          | 864 | 136 | 247  | 17 | 129 | .285 |

## Selección Colombia

### Juegos Panamericanos
- Medalla de Oro - Santiago 2023[16]